# Voetbalbond van de Cookeilanden
De Voetbalbond van de Cookeilanden of Cook Islands Football Association (CIFA) is de voetbalbond van de Cookeilanden.
De voetbalbond werd opgericht in 1971 en is sinds 1994 lid van de Oceanische voetbalbond. In 1994 werd de bond lid van de FIFA. De voetbalbond is verantwoordelijk voor het Cookeilands voetbalelftal. Het hoofdkantoor staat in Avarua.

## President
In januari 2022 was de president Allen Parker.